# Sophie Tolstoï
Pour les articles homonymes, voir Tolstoï (homonymie).
Sophie Andréïevna Behrs, comtesse Léon Tolstoï (en russe Софья Андреевна Толстая, урожденная Берс, Sofia Andreïevna Tolstaïa, ourojdennaïa Bers), née le 22 août 1844 à Moscou et morte à Iasnaïa Poliana le 4 novembre 1919 est une photographe, autrice, et l'épouse de l'écrivain russe Léon Tolstoï.
Elle est connue sous la forme francisée de son nom Sophie (ou Sonia selon les traductions) Tolstoï, autrice de Mémoires.

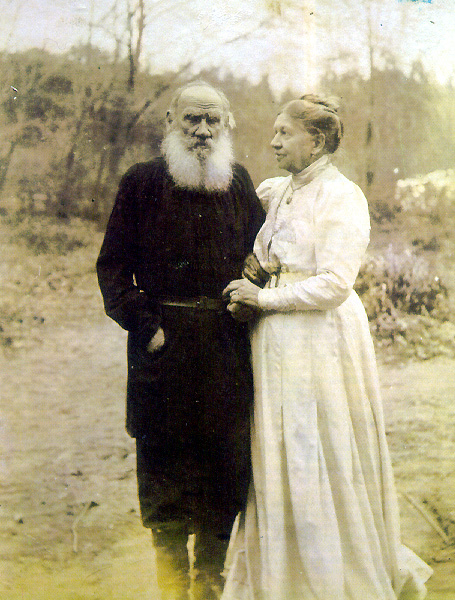
L. Tolstoï et S. Tolstaïa.

## Biographie
Fille du docteur André Evstafiévitch Behrs (1808-1868), médecin attaché au palais impérial de Moscou, et de lointaine ascendance allemande, et de Lioubov Alexandrovna, née Islavinaïa (1826-1886), elle reçoit une bonne éducation avec des gouvernantes et des précepteurs à la maison, et passe le concours des institutrices-préceptrices, à l'université de Moscou. Son premier roman est salué par Léon Tolstoï, de seize ans son aîné, qui l'épouse quelques semaines plus tard, le 23 septembre 1862, alors qu'elle a 18 ans. Dans Anna Karénine, Tolstoï évoque cette période en y intégrant des composantes autobiographiques romancées : il réussit à gagner son cœur en écrivant des mots sur une ardoise qu'elle devine ; et il remet à la future comtesse Tolstoï son journal intime, la veille de leurs noces, relatant ses aventures avec ses serves. Lorsque, au début de leur mariage, Tolstoï lui lit ces passages de son journal, Sophia éprouve un sentiment de rejet.
Leurs premières années de mariage furent heureuses, selon le journal de Léon et les mémoires que Sophie rédigea des années plus tard, mais entrecoupées de crises, de disputes et de réconciliations comme en témoigne le journal de Sophie. Dès les premiers mois, Léon fait douter sa femme, en lui reprochant de ne pas l'aimer assez. Sa vision du rôle d'une mère lui rend inconcevable l'idée que, souffrant de crevasses, elle cesse momentanément d'allaiter leur premier enfant, Serge, et il lui adresse de cruels reproches, avant de s'en excuser puis de changer à nouveau d'avis. Sophie est malheureuse des insatisfactions permanentes de son époux, et se replie sur elle-même. À partir de 1881, date à laquelle ils s'installent à Moscou, leurs relations s'altèrent.
Sophie Tolstoï donna naissance presque chaque année à sa nombreuse famille. Elle eut treize enfants (dont cinq moururent en bas âge) et fut fortement éprouvée par la mort de l'un d'entre eux, ce qui causa d'après sa famille les premiers signes de l'émotivité de son caractère. Mais très rapidement, les époux se déchirent tout en gardant une apparence de liens conjugaux. Leur relation restera tumultueuse jusqu'à la fin de l'écrivain.
La seule récompense de Sophie est son accès au métier d'écrivain. Tous les jours, elle remet au propre les manuscrits de son époux. Une tâche qui la ravit, même si ce labeur est aux Danaïdes, ce que Rome est à Corinthe : chaque matin Tolstoï défait son travail de la veille. Guerre et Paix et plus tard Anna Karenine sont aussi la progéniture de Sophie.
Lors de la rédaction de La Sonate à Kreutzer en 1891, Sophie Tolstoï est révoltée par ce qu'elle lit. Alors qu'elle estime n'avoir rencontré chez son mari que la recherche d'un plaisir charnel, et qu'elle écrit dans ses mémoires avoir découvert avec beaucoup de souffrance les relations intimes, elle n'admet pas que Tolstoï se décrive comme étant à la recherche d'un absolu d'abstinence. Plus encore, elle considère que la critique que Tolstoï fait de l'amour et des relations conjugales est dirigée spécifiquement contre elle. En réaction, elle écrit son roman À qui la faute ?.

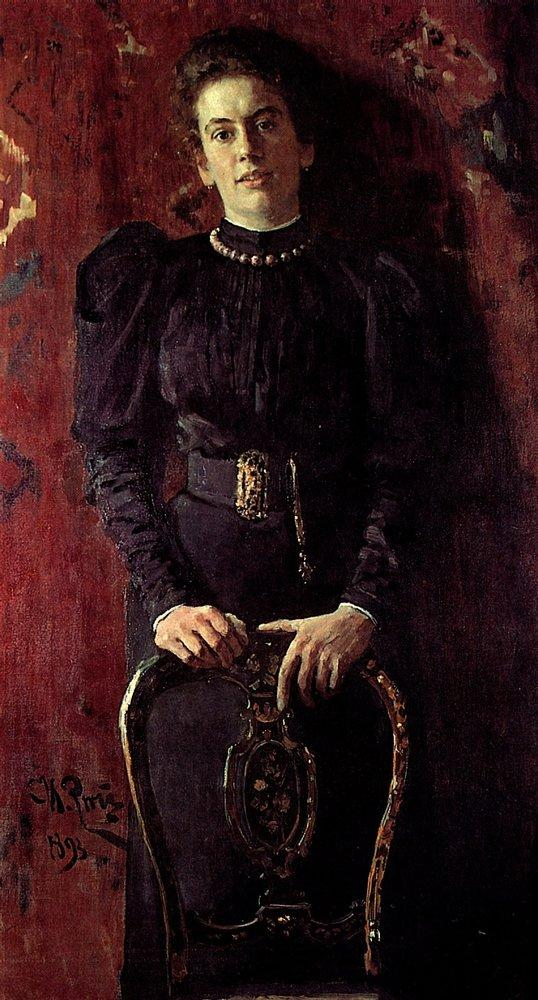
Tatiana Soukhotina-Tolstaïa
Ilia Répine, 1893Musée-Domaine de Léon Tolstoï Iasnaïa Poliana

Elle consacra entièrement sa vie à son époux, lui servant de secrétaire, de dactylographe et surtout de copiste. À sa demande, elle recopiait en effet toutes ses œuvres, et les corrigeait aussi. Plus tard, cette tâche fut remplie par l'une de ses filles (Maria Tolstoïa), et la comtesse se sentit délaissée. Elle fut souvent mise à l'écart par son mari dans leur maturité, car elle avait une conception plus matérielle de la vie. Elle s'ingénie à obtenir la gestion exclusive du domaine familial de Iasnaïa Poliana, près de Toula, et à tenir la maison de Moscou, alors que Léon Tolstoï était de plus en plus préoccupé de questions éthiques et spirituelles. Leurs divergences s'accentuèrent à propos de l'éducation des aînés : leur père s'efforçait de les couper de toute préoccupation mondaine, alors que la comtesse, soucieuse de l'apparat, voulait qu'ils s'intègrent à la haute société russe. Ses relations avec son mari furent également rendues plus difficiles à la suite de la décision de Tolstoi de déshériter ses enfants.
C'est elle qui plaida la cause de son mari, lorsqu'il fut critiqué par la Cour et lorsqu’il fut excommunié. Toute sa vie elle l'aima, se sacrifiant pour lui, selon elle, ce qui avait le don de culpabiliser encore plus son époux qui ne pouvait se soustraire à l'instinct de possession, dont sa femme était, selon lui, la personnification.
La nuit du 28 octobre 1910, Tolstoi laisse une lettre destinée à son épouse annonçant qu'il la quitte, puis il fuit sa famille dans le plus grand secret. Quelques jours plus tard, alors qu'il est à la gare d'Astapovo, il tombe fortement malade et doit être alité. Il refuse de laisser entrer son épouse dans la chambre où il agonise et où il finit par mourir, ce qui affecta profondément Sophie.
Elle aimait les plaisirs simples de la musique, du jardinage, et surtout ceux de la photographie, laissant des milliers de clichés. Elle a aussi écrit ses mémoires.

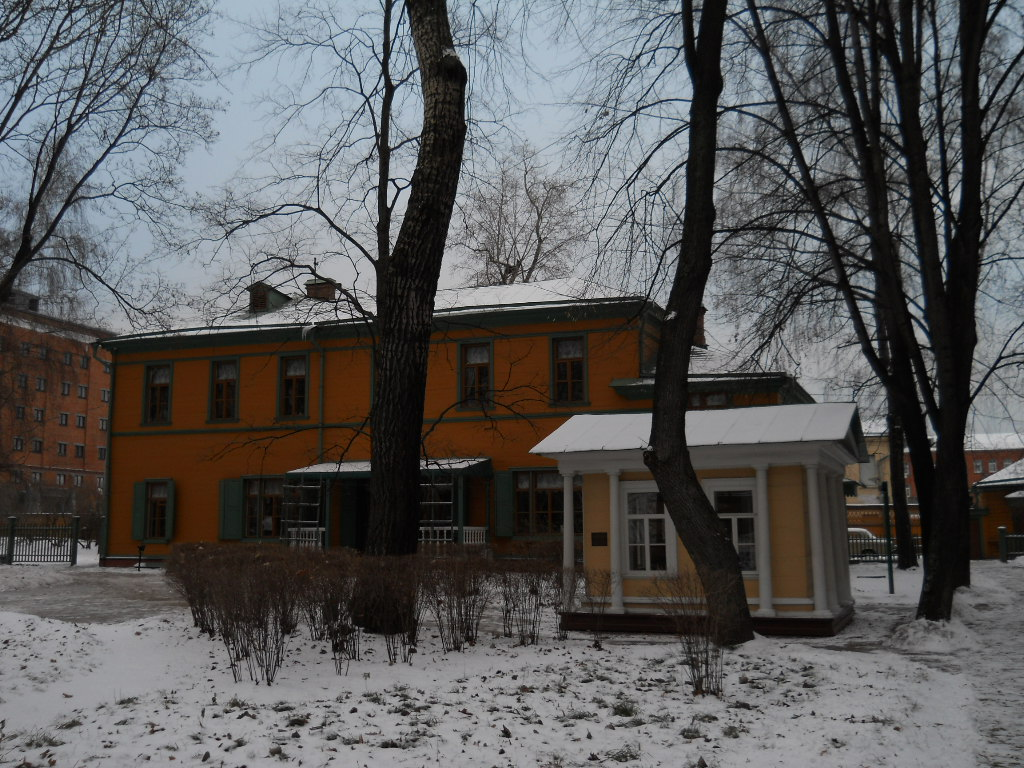
Maison des Tolstoï à Moscou, aujourd'hui musée Tolstoï.

Après la révolution d'Octobre, malade et vivant dans la précarité, elle réussit à sauver les meubles et les livres de la propriété familiale, dont on essayait de faire un musée depuis quelques années, et tenta de sauver les biens de la maison de Moscou.

## Publications
- Comtesse Léon Tolstoï (trad. H. Feldmann-Pernot), Journal de la comtesse Léon Tolstoï 1862-1891, 1891-1897., Paris, Éditions Plon, 1930, 2 vol. in-12 brochés, 250 et 254 p.
- Sophie Tolstoï (trad. Daria Olivier et Frédérique Longueville), Journal intime : 1862-1910, Paris, Albin Michel, 1980, 1981, 2010, 788 p.  (ISBN 978-2226218643)
- Sophie Tolstoï (trad. Luba Jurgenson et Maria-Luisa Bonaque), Ma vie, Paris, Éditions des Syrtes, 2010, 1058 p. (ISBN 978-2-84545-158-2)
- Sophie Tolstoï (trad. Christine Zeytounian-Beloüs), À qui la faute ? : roman, Paris, Albin Michel, 2010, 333 p. (ISBN 978-2-226-21522-2)